# Дипломатска колонија
Дипломатска колонија је београдско насеље које се налази у општини Савски венац у граду Београду.

## Опште карактеристике
Дипломатска колоније је насеље Дедиња, смештено у његовом источном делу, одмах иза КБЦ Др Драгиша Мишовић и јужно од стадиона Рајко Митић, док се са северне стране граничи са насељем Стадион. Насеље је усресређено на улицу истог назива и сматра се отменим и скупим делом Београда, док се са његове западне стране налази зграда РТВ Пинк.
Улица Сердар Јола пролази кроз насеље. Насеље предстаља својеврсну зелену оазу, а његова укупа површина је око 4 хектара. Већи део Дипломатске колоније чине зелене површине и парк, а у оквиру њега је смештено 26 вила и три пословне зграде. Насеље поседује сопствену топлотну станицу која је у потпуности независна од осталих градских топлана.